# Parafia św. Jacka w Chrzanowie
Parafia pw. św. Jacka w Chrzanowie – parafia rzymskokatolicka erygowana 10 sierpnia 1932 roku z parafii Goraj, przez biskupa lubelskiego Mariana Leona Fulmana. Organizatorem parafii był ks. Antoni Lamparski. Kościół parafialny drewniany 3-nawowy, został poświęcony 31 października 1932 roku.

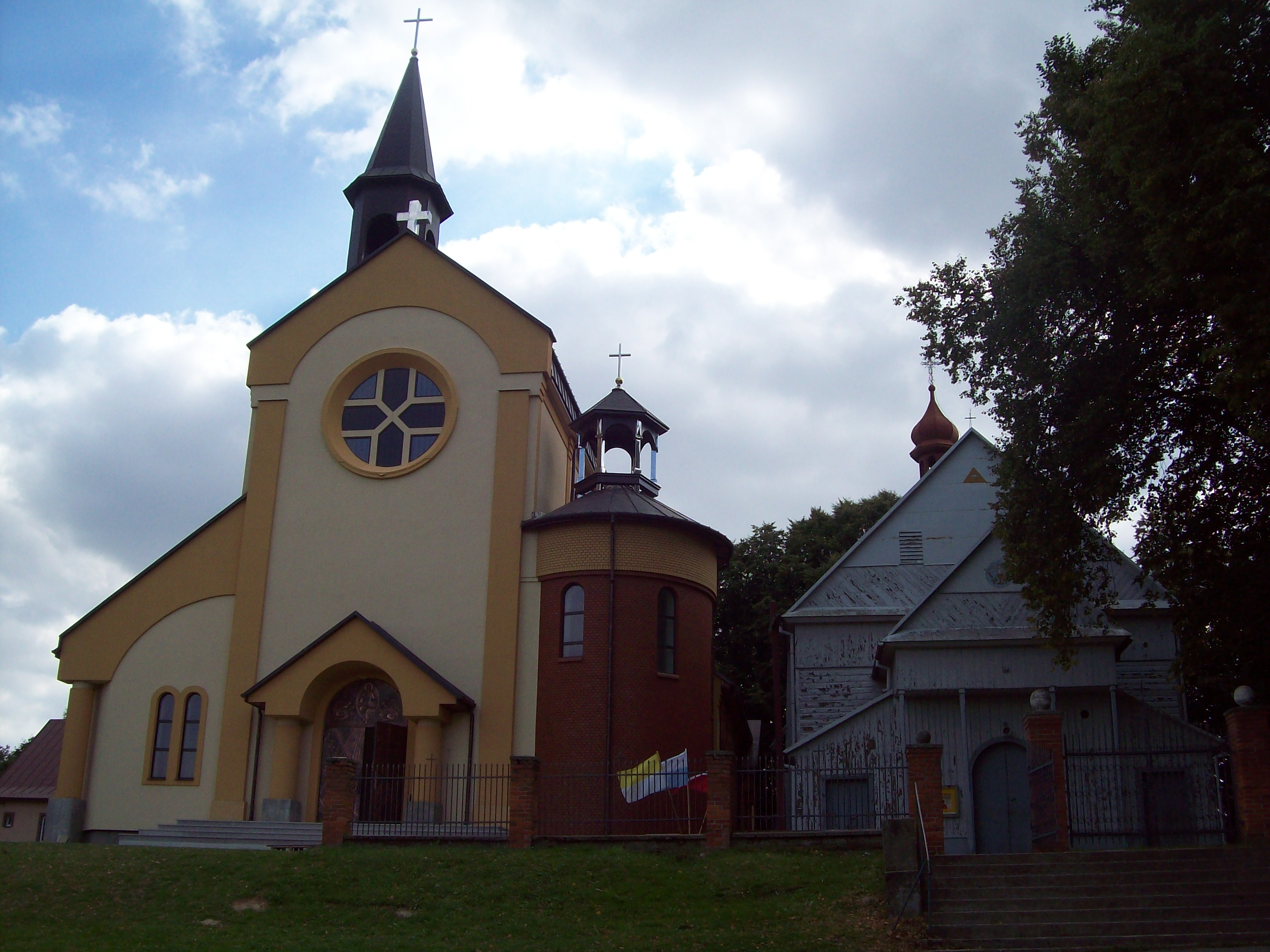
Stary i nowy kościół w Chrzanowie

Do parafii należą: Chrzanów (województwo lubelskie) I, II, III, IV, Chrzanów-Kolonia.
W Chrzanowie obok starego kościoła postawiono nową świątynię, stary kościół został rozebrany.

## Grupy parafialne
- Grupa modlitewna Ojca Pio
- Koła Róż Żywego Różańca
- Parafialne Koło Stowarzyszenia Małych i Dużych Przyjaciół WSD w Sandomierzu
- Rodzina Franciszkańska Trzeciego Zakonu św. Francisza z Asyżu